# 越州 (云南)
越州，中国古代的州，位于今云南省曲靖市。
其川名鲁望，普麽部蛮世居。元宪宗四年（1254年）内附。六年（1256年），立千户，隶末迷万户。至元十二年（1275年），改越州，隶曲靖路。至元二十一年（1284年）置越州，治所在今云南省曲靖市南越州镇。明朝洪武二十八年（1395年）改越州卫。